# Mystery in Paris
Mystery in Paris (Mystère à Paris) è una serie televisiva francese di genere poliziesco in onda dal 10 giugno 2011 al 19 dicembre 2018 su France 2.
Nel marzo 2019 France 2 ha interrotto la serie a seguito dei bassi ascolti degli ultimi due episodi.
In Italia la serie è trasmessa sul canale della piattaforma Sky Fox Crime dal 12 luglio 2018. In chiaro è trasmessa su LA7 dal 28 agosto 2020 con il titolo I misteri di Parigi.
La serie è disponibile on demand su Prime Video.

## Trama
Ogni episodio è ambientato in un posto diverso di Parigi (Moulin Rouge, Torre Eiffel, Museo del Louvre, ecc.) e segue diversi crimini.

## Episodi
| Stagione       | Episodi | Prima TV Francia | Prima TV Italia |
| -------------- | ------- | ---------------- | --------------- |
| Prima stagione | 7       | 2011-2018        | 2018            |

## Personaggi e interpreti
Mistero al Moulin Rouge (2011) 
- Diane Barraud, interpretata da Émilie Dequenne, doppiata in italiano da Camilla Gallo.
- Julien Anselme, interpretato da Grégory Fitoussi, doppiato in italiano da Andrea Zalone.

 Mistero alla Tour Eiffel (2017) 
- Louise, interpretata da Marie Denarnaud, doppiata in italiano da Patrizia Mottola.
- Henriette, interpretata da Aïssa Maïga, doppiata in italiano da Valentina Pollani.
- Grégoire Murat, interpretato da Grégori Derangère, doppiato in italiano da Andrea Beltramo.

 Mistero all'Opera (2017) 
- Eva Fontaine, interpretata da Mathilda May, doppiata in italiano da Anna Radici.
- Faustine Fontaine, interpretata da Pauline Cheviller, doppiata in italiano da Vanessa Lonardelli.
- Julien Meursault, interpretato da Antoine Duléry, doppiato in italiano da Mario Brusa.

 Mistero al Louvre (2017) 
- Constance de Coulanges, interpretata da Alice Taglioni, doppiata in italiano da Sonia Mazza.
- Thenard, interpretato da Philippe Torreton, doppiato in italiano da Massimiliano Lotti.
- Frederic, interpretato da Cyril Descours, doppiato in italiano da Renato Novara.
- Longeville, interpretato da Nicolas Marié, doppiato in italiano da Oliviero Corbetta.

 Mistero in Place Vendôme (2018) 
- Jeanne Vasseur, interpretata da Marilou Berry, doppiata in italiano da Elena Canone.
- Rose, interpretata da Anne Brochet, doppiata in italiano da Germana Pasquero.
- Auguste Escoffier, interpretato da Charlie Dupont, doppiato in italiano da Claudio Moneta.
- Albertine D'Alencourt, interpretata da Élodie Navarre, doppiata in italiano da Beatrice Caggiula.
- Armand Delamotte, interpretato da Félicien Juttner, doppiato in italiano da Diego Baldoin.
- Ritz, interpretato da Christophe Malavoy, doppiato in italiano da Donato Sbodio.

 Mistero all'Eliseo (2018) 
- Madeleine, interpretata da Clémentine Célarie, doppiata in italiano da Roberta Greganti.
- Jambard, interpretato da David Salles, doppiato in italiano da Alessio Cigliano.
- Felix, interpretato da Alain Doutey, doppiato in italiano da Ambrogio Colombo.

 Mistero alla Sorbona (2018) 
- Victoire, interpretata da Mélanie Bernier, doppiata in italiano da Perla Liberatori.
- César Garbot, interpretato da Pascal Elbé, doppiato in italiano da Francesco Prando.
- Ispettore Levallois, interpretato da Thierry Frémont, doppiato in italiano da Franco Mannella.
- Francois, interpretato da Thomas Coumans, doppiato in italiano da Gianluca Crisafi.

## Accoglienza

### Ascolti
| Stagione | Episodi | Data             | Telespettatori | Share  |
| -------- | ------- | ---------------- | -------------- | ------ |
| 1        | 1       | 10 giugno 2011   | 4.250.000      | 17,9%  |
| 2        | 2       | 4 gennaio 2017   | 4.000.000      | 16,2%  |
| 2        | 3       | 11 gennaio 2017  | 4.000.000      | 16,4%  |
| 2        | 4       | 27 dicembre 2017 | 4.441.000      | 19,2%  |
| 3        | 5       | 3 gennaio 2018   | 4.772.000      | 19%    |
| 3        | 6       | 5 dicembre 2018  | 2.869.000      | 12,4 % |
| 3        | 7       | 19 dicembre 2018 | 3.730.000      | 15,4 % |